# Adogbé
Adogbé ist ein Arrondissement im Departement Zou in Benin. Es ist eine Verwaltungseinheit, die der Gerichtsbarkeit der Kommune Covè untersteht.

## Demographie
Gemäß der Volkszählung von 2013 hatte Adogbé 7979 Einwohner, davon waren 3857 männlich und 4122 weiblich.

## Geographie
Das Arrondissement liegt als Teil des Departements Zou im Süden des Landes.

## Verwaltung
Adogbé setzt sich aus den vier Dörfern Azéhounholi, Domè, Voli und Zounsègo zusammen.